# Glanidium catharinensis
Glanidium catharinensis is een straalvinnige vissensoort uit de familie van de houtmeervallen (Auchenipteridae). De wetenschappelijke naam van de soort is voor het eerst geldig gepubliceerd in 1962 door Miranda Ribeiro.